# Рабы Нью-Йорка
«Рабы Нью-Йорка» (англ. Slaves of New York) — кинофильм режиссёра Джеймса Айвори, вышедший на экраны в 1989 году. Лента основана на одноимённом сборнике рассказов Тамы Яновиц, которая написала сценарий для своего друга Энди Уорхола; после смерти Уорхола сценарий был куплен компанией Мерчанта и Айвори.

## Сюжет
Фильм показывает повседневную жизнь нью-йоркских художников. Элеанор работает в редакции местной газеты, а в свободное время мастерит из подручного материала шляпки необычной формы и расцветки. Её личная жизнь складывается не лучшим образом: её парень Стэш, которого все хвалят как «гениального художника», занят исключительно собой и своей будущей выставкой. Элеанор пытается подружиться с кем-нибудь, чтобы справиться с одиночеством, а Стэш тем временем заводит интрижку с Дарьей, которая крутит романы с несколькими молодыми художниками сразу.

## В ролях
- Бернадетт Питерс — Элеанор
- Крис Сарандон — Виктор Окрент
- Мэри Бет Хёрт — Джинджер Бут
- Мадлен Поттер — Дарья
- Адам Коулман Ховард — Стэш
- Ник Корри — Марли
- Мерседес Рул — Саманта
- Брюс Питер Янг — Микелл
- Майкл Шёффлинг — Ян
- Стив Бушеми — Уилфредо
- Энтони Лапалья — Генри
- Стэнли Туччи — Дэррил